# NGC 7332
NGC 7332 هي مجرة تتبع كوكبة الفرس الأعظم. اكتشفها ويليام هيرشل في 19 سبتمبر 1784.

## روابط خارجية
- NGC 7332 على موقع ويكي سكاي: DSS2, SDSS, GALEX, IRAS, Hydrogen α, X-Ray, Astrophoto, Sky Map, Articles and images